# Boy Meets Girl (1938)
Boy Meets Girl é um filme de comédia estadunidense de 1938 dirigido por Lloyd Bacon e estrelado por James Cagney e Pat O'Brien. O elenco de apoio conta com Marie Wilson, Ralph Bellamy, Frank McHugh, Dick Foran e Ronald Reagan. O roteiro de Bella e Sam Spewack é baseado na peça teatral de mesmo nome de 1935. Os dois personagens de Cagney e O'Brien foram baseados em Ben Hecht e Charles MacArthur, enquanto o papel de Ralph Bellamy foi baseado em Darryl Zanuck da 20th Century Fox.
Boy Meets Girl foi apresentado no programa de rádio Old Gold Comedy Theatre em 20 de maio de 1945. A adaptação de 30 minutos foi estrelada por Ann Sothern, Chester Morris e Lee Tracy..

## Elenco
- James Cagney ...Robert Law
- Pat O'Brien ...J. Carlyle "J.C." Benson
- Marie Wilson ...Mrs. Susan "Susie" Seabrook
- Ralph Bellamy ...C. Elliott "C.F." Friday
- Frank McHugh ...Rossetti, Larry's agent
- Dick Foran ...Larry Toms
- Bruce Lester ...Rodney Bowman
- Ronald Reagan ...locutor
- Paul Clark...Happy
- Penny Singleton ...Peggy
- Dennie Moore ...Miss Crews
- Harry Seymour ...Slade
- Bert Hanlon ...Green
- James Stephenson ...Major Thompson
- Pierre Watkin ...B.K. Whitacre